# Sippe van Meckema (-1519)
Sippe van Meckema of Sippe Wibalda (overleden Brussel, 19 augustus 1519) was een Fries bestuurder.

## Biografie
Van Meckema was een zoon van Pybe van Eernsma en Wyts van Meckema (†1475). Sippe was een telg uit de familie Van Meckema, een vooraanstaand geslacht uit Kollum. Sippes vader was afkomstig uit de Ommelanden en zou zich naar zijn vrouw Meckema noemen.
Waarschijnlijk was Van Meckema reeds in 1503 grietman van Kollumerland. In het testament van zijn achterneef en naamgenoot, Sippe van Meckema, wordt melding gemaakt van een zogenaamde "Grijtsclaeu": een klauwvormig voorwerp dat symbool staat voor de waardigheid van de grietman en dat blijkbaar familiebezit was.
In 1505 komt Sippe voor op een lijst van edelen. Sippe was in die tijd Schieringsgezind. In 1511 had hij onder meer bezit te Augustinusga en Surhuizum. In Metslawier was hij eigenaar van de stins Wibalda die hij verpachtte. Naar deze stins zou hij zich ook Sippe Wibalda noemen. Dit goed zou nog enige generaties in het bezit van de familie Van Meckema blijven. In 1515 komt hij voor als Sybe Meckama. Hij zwoer trouw aan Karel V en werd daarom verbannen uit het verder Geldersgezinde Oostergo. Wel kreeg hij een Bourgondische uitkering. Van Meckema werd in 1515 als grietman opgevolgd door de Geldersgezinde Gaycke van Broersma. Sippe overleed in Brussel en werd bijgezet in de Kathedraal van Sint-Michiel en Sint-Goedele.

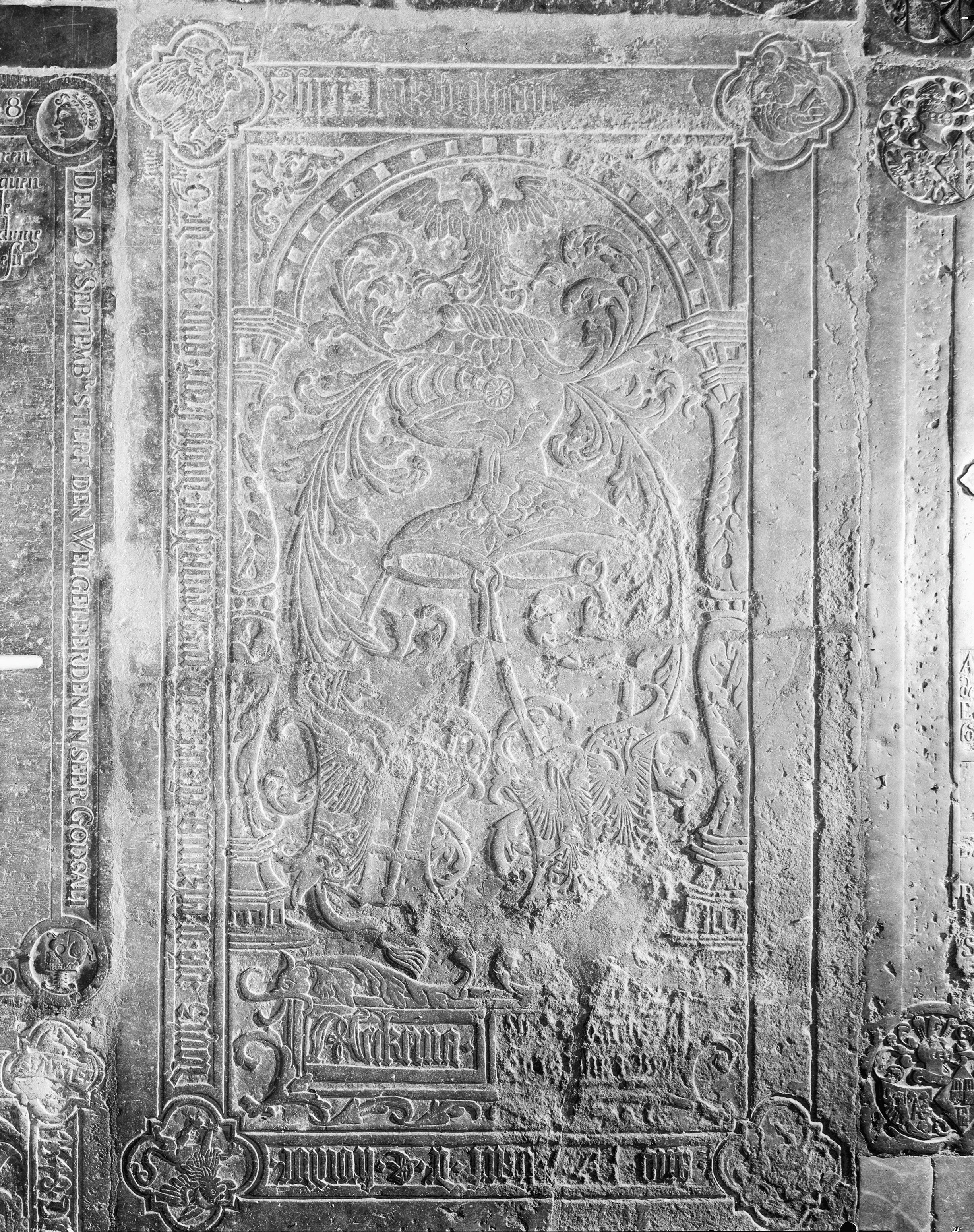
Grafsteen in de kerk van Kollum van Sippes moeder Wyts van Meckema en zus Tieth.
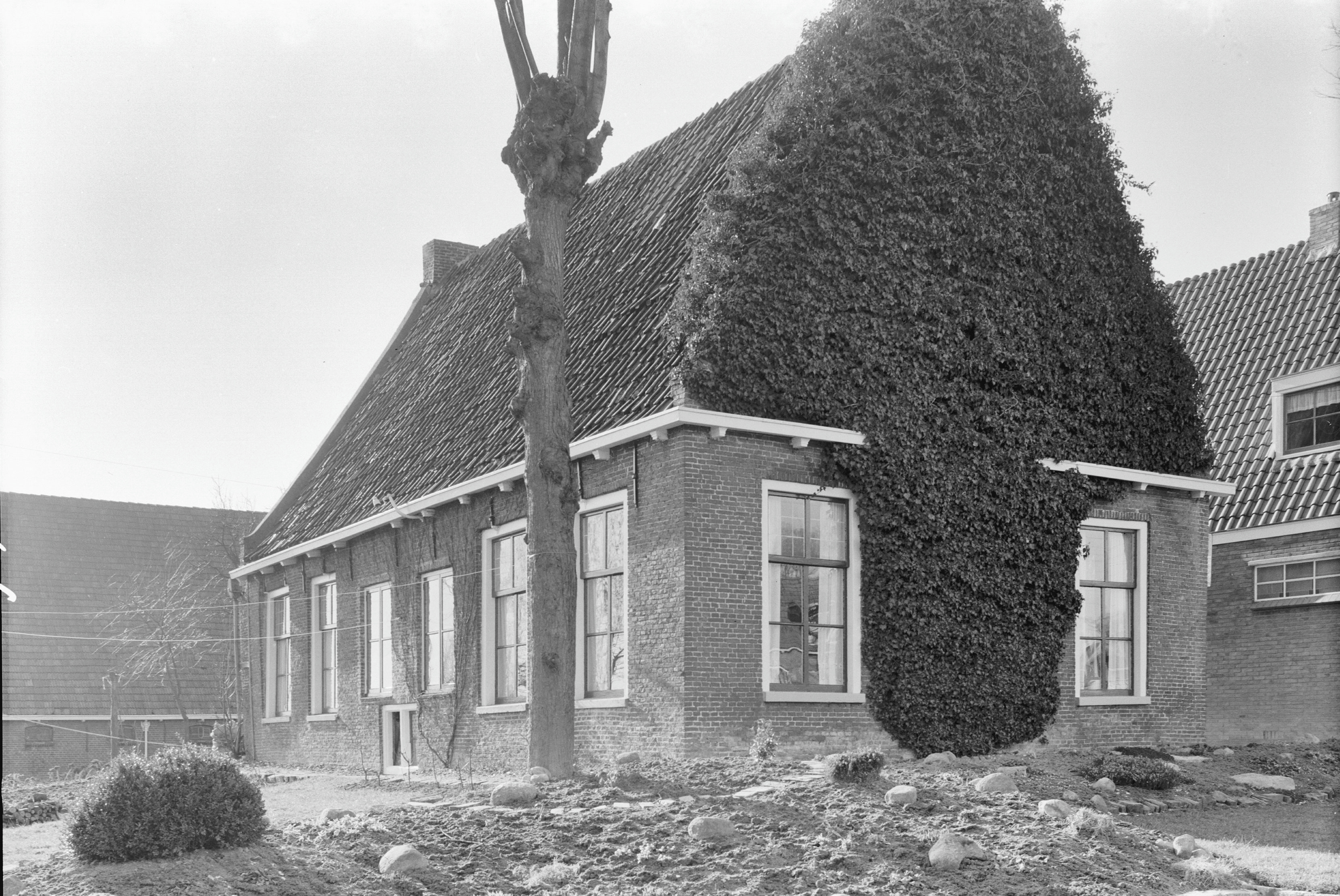
Voorhuis van de Wibaldastate in Metslawier.

## Huwelijk en kind
Sippe trouwde met Fedt van Ropta (†<1519), dochter van Sybren van Ropta en Kinsck van Sythjema. Als mogelijke zoon uit dit huwelijk wordt Sybe van Meckema (†>1515) vermeld die in 1515 een van de heerschappen was die Karel V huldigde. Sippe zelf wordt ook als Sybe vermeld, zij kunnen dus dezelfde persoon zijn.